# Liste der Mitglieder der National Academy of Sciences/2011
Im Jahr 2011 wählte die National Academy of Sciences der Vereinigten Staaten 90 Personen zu ihren Mitgliedern.

## Neugewählte Mitglieder
- Huda Akil
- David P. Bartel
- Arthur L. Beaudet
- Ted B. Belytschko (1943–2014)
- James A. Birchler
- Anders Bjorklund
- J. Richard Bond
- Jean Bourgain (1954–2018)
- Margaret Buckingham
- Rebecca H. Buckley
- Gary E. Chamberlain (1948–2020)
- George M. Church
- James W. Demmel
- Harry C. Dietz
- Barbara A. Dosher
- R. Lawrence Edwards
- Akira Endō (1933–2024)
- John J. Eppig
- Tom Fenchel
- Catherine S. Fowler
- David Gabai
- Michael S. Gazzaniga
- Stuart A. Geman
- Michael E. Goldberg
- Daniel E. Gottschling
- Fred Gould
- Donald K. Grayson
- Robert M. Groves
- W. Michael Hanemann
- Joseph Harris
- T. Mark Harrison
- F. Ulrich Hartl
- R. Scott Hawley
- John E. Heuser
- Keith O. Hodgson
- Scott J. Hultgren
- Noel S. Hush (1924–2019)
- James T. Hynes
- Jisoon Ihm
- Steven E. Jacobsen
- Alexander D. Johnson
- Louise N. Johnson (1940–2012)
- William L. Jorgensen
- Peter M. Kareiva
- David M. Kingsley
- Jon M. Kleinberg
- Brian K. Kobilka
- Alberto R. Kornblihtt
- Ching Kung
- Leslie B. Lamport
- Richard B. Lee
- Herbert Levine
- Jiayang Li
- Robert C. Malenka
- Jim Manley
- Lynne E. Maquat
- Ellen M. Markman
- J. Andrew McCammon
- Susan K. McConnell
- Paul L. McEuen
- Sara S. McLanahan (1940–2021)
- Anthony J. McMichael (1942–2014)
- Ira Mellman
- Parviz Moin
- Carl F. Nathan
- Michel C. Nussenzweig
- Stephen O’Rahilly
- Piermaria J. Oddone
- Johan P. Olsen
- Luis F. Parada
- John P. Perdew
- Loren N. Pfeiffer
- H. Vincent Poor
- Geraldine L. Richmond
- George H. Rieke
- Peter J. Rossky
- David T. Sandwell
- Benjamin D. Santer
- Boris I. Shraiman
- Neil H. Shubin
- Andrew Strominger
- Athanasios Theologis
- Erio Tosatti
- Stephen T. Warren (1953–2021)
- Barry R. Weingast
- Steven C. Wofsy
- Edward L. Wright
- X. Sunney Xie
- Shin’ya Yamanaka
- Jun Ye